# Rietz (Treuenbrietzen)
Rietz ist ein Ortsteil der Stadt Treuenbrietzen im Landkreis Potsdam-Mittelmark in Brandenburg.

## Lage
Rietz liegt im Hohen Fläming etwa zwei Kilometer südwestlich von Treuenbrietzen. Umliegende Ortschaften sind der zur Gemeinde Mühlenfließ gehörende Ortsteil Nichel im Norden, die Stadt Treuenbrietzen im Nordosten, Bardenitz im Osten, Lüdendorf im Südosten, Dietersdorf im Süden, der zur Stadt Niemegk gehörende Ortsteil Hohenwerbig im Südwesten, Niemegk im Westen sowie Haseloff und Niederwerbig im Nordwesten.
Durch Rietz verläuft die Kreisstraße 6957. Zudem verläuft die Bundesstraße 2 von Wittenberg nach Potsdam durch die Gemarkung.
Zu Rietz gehören historisch die bewohnten Gemeindeteile Neu-Rietz, Rietz-Ausbau und Rietz-Bucht.

## Geschichte
Rietz wurde erstmals im Jahr 1303 als Retys urkundlich erwähnt. Der Ortsname stammt von dem polabischen Wort Recica ab und bedeutet Kleiner Fluss. Als Namensursprung gilt der in Rietz entspringende Mühlenbach. Der Besitzer des Dorfes wechselte im Lauf der Geschichte häufig. 1388 stand Rietz unter der Grundherrschaft derer von Dochow und ab 1419/20 unter der Herrschaft der Familie von Thümen. 1466 wurde das Dorf an die Familie von Seelen verkauft. Dieser gehörte das Dorf fast 200 Jahre, bis es 1652 verkauft wurde. Weitere Besitzer waren von 1669 bis 1729 die Familie von Rindauf und von 1729 bis 1752 die von Kötteritz. Danach folgte die ursprünglich aus Franken stammende Familie von Buchholtz, beginnend mit dem preußischen Kriegsrat zu Potsdam und am 5. Dezember 1765 zu Wien in den Reichsadelsstand nobilitierten Abraham von Buchholtz und seinem Sohn, dem Kammergerichtsdirektor Johann Gottfried Carl von Buchholtz (1730–1774). Dieses Adelsgeschlecht, 1765 nobilitiert, wirkte insgesamt über sieben Generationen in Rietz und dem benachbarten Lüdendorf. Vor 1880 gehörten 1116 ha zum Rittergut der Familie von Buchholtz, zum Besitz hinzugehörig waren eine Brennerei und eine Ziegelei. 1907 verzeichnet ein amtliches Landwirtschaftliches Adressbuch der Provinz Brandenburg Hugo sen. von Buchholtz (1830–1911) als Gutsherrn. Hugo sen. von Buchholtz wurde in Rietz geboren und lebte bis zu seinem Tod im Ort. Seine Ehefrau war Anna Schiller (1850–1914) aus Jüterbog, sie wohnte zuletzt in Berlin. Sie hatten fünf Kinder, der älteste Sohn Hugo jun. von Buchholtz übernahm nicht das Erbe auf Rietz, er wurde Offizier und lebte mit seiner Frau in Rheinsberg.
Um 1914 war dann der Geheimrat Prof. Dr. W. Nernst mit Wohnsitz in Berlin der Gutsherr auf Rietz, samt Vorwerk Neuwietz 1176 ha. Als örtlicher Verwalter agierte der Administrator Karthaus. Kurz vor der großen Wirtschaftskrise 1929/1930 befand sich das Rittergut Rietz in den Händen des Dr. W. Tapolski, sein Besitz umfasste 342 ha Land.
In den Jahren 1530 und 1575 sind in Rietz jeweils vier Pfarrhufen belegt. Bis 1530 war Rietz die Pfarrkirche für Haseloff und ab 1530 eine Tochterkirche von Haseloff. Von 1541 bis 1910 gehörte die Pfarrei Rietz zur Superintendentur Belzig und anschließend bis 1961 zur Superintendentur Niemegk. Die Dorfkirche in Rietz wurde im 14. Jahrhundert als Feldsteinkirche errichtet. 1858 wurde das Gebäude erstmals saniert, weitere Sanierungen fanden 1959 und 1997 statt. Im Zuge der ersten Sanierung wurde auch der Kirchturm errichtet.
Bis 1807 gehörte Rietz zum Königreich Sachsen und kam anschließend nach Preußen. Dort lag Rietz im Regierungsbezirk Potsdam. Am 25. Juli 1952 wurde die Gemeinde dem damals neu gebildeten Kreis Belzig im Bezirk Potsdam zugeordnet. Nach der Wende lag Rietz im Landkreis Belzig in Brandenburg und schloss sich zum 11. Februar 1992 dem Amt Treuenbrietzen an. Nach der Kreisreform in Brandenburg am 6. Dezember 1993 kam die Gemeinde schließlich zum neu gebildeten Landkreis Potsdam-Mittelmark. Zum 31. Dezember 2002 wurde das Amt Treuenbrietzen aufgelöst und Rietz in die Stadt Treuenbrietzen eingemeindet.

## Persönlichkeiten mit Verbindung zu Rietz
- Walter Lauche (1939–2010), Maler und Grafiker, lebte und arbeitete ab 1978 in Neu-Rietz
- Walther Nernst (1864–1941), Physiker und Chemiker, Nobelpreisträger Chemie 1920, wohnte zeitweise in Rietz

## Bevölkerungsentwicklung
| 1875 | 472 | 1939 | 351 | 1981 | 319 |
| 1890 | 395 | 1946 | 429 | 1985 | 316 |
| 1910 | 395 | 1950 | 429 | 1989 | 320 |
| 1925 | 347 | 1964 | 346 | 1995 | 325 |
| 1933 | 353 | 1971 | 334 | 2001 | 330 |

## Nachweise
1. ↑  Gemeinde- und Ortsteilverzeichnis, Hrsg. Landesvermessung und Geobasisinformation Brandenburg. Stand 2017.
2. ↑  Richard Boeckh: Ortschafts-Statistik des Regierungsbezirks Potsdam mit der Stadt Berlin, Hrsg. Im Auftrag der Königlichen Regierung zu Potsdam, Verlag Dietrich Reimer, Berlin 1861, S. 167 f.
3. 1 2  Rietz (Ev. Dorfkirche), Kirchenkreis Beelitz-Treuenbrietzen, in: Orts- und Kirchengeschichte Rietz. In: FU Berlin, T. Engeser. Abgerufen am 1. Februar 2024. Stand 2003.
4. ↑  Kammergerichtsdirektor Johann Gottfried Carl von Buchholtz (1730–1774), in: Rolf Straubel: Biographisches Handbuch der preußischen Verwaltung-und Justizbeamten 1740–1806/15, Teil 1, Einzelveröffentlichungen der Historischen Kommission zu Berlin, Band 85, Einzelveröffentlichungen des BLHA, Band VII, Hrsg. Klaus Neitmann, S. 146.
5. ↑  Anton Fahne: Geschichte der verschiedenen Geschlechter Bochholtz, in: Die Dynasten, Freiherrn und Grafen von Bocholtz nebst Genealogie derjenigen Familien, aus denen sie ihre Frauen genommen. I. Band. I. Abtheilung, J. M. Heberle (H. Lempertz), Köln 1863, S. 37 ff.
6. ↑  Genealogie und Vita des Abraham von Buchhol(t)z, 1750 bis 1760 preuss. Kriegsrath in Potsdam, Herr zu Rietz, Ludendorff, nach: Anton Fahne, Köln 1863.
7. ↑  P. Ellerholz, H. Lodemann, H. von Wedell: General-Adressbuch der Ritterguts- und Gutsbesitzer im Deutschen Reiche. 1. Band: Das Königreich Preussen, Lfg. 1: Die Provinz Brandenburg. Nicolaische Verlags-Buchhandlung R. Stricker, Berlin 1879, S. 232–233, doi:10.18452/377 (hu-berlin.de).
8. ↑  Güter-Adreßbuch der Provinz Brandenburg. 1907. Verzeichnis sämtlicher Güter mit Angabe der Guts-Eigenschaft, des Grundsteuer-Reinertrages, der Gesamtfläche, etc. Handbuch der Königlichen Behörden der Provinz. Nach amtlichen Quellen und auf Grund direkter Angaben bearbeitet. in: Niekammer’s Landwirtschaftliche Güter-Adreßbücher, Band VII, 1. Auflage, Band Regierungsbezirk Potsdam. Kreis Zauch-Belzig, Selbstverlag Paul Niekammer, Stettin 1907, S. 120 f.
9. ↑  Gothaisches Genealogisches Taschenbuch der Adeligen Häuser. Alter Adel und Briefadel. 1930. in: "Der Gotha". 22. Jahrgang, Justus Perthes, Gotha 1929, S. 110–112.
10. ↑  Ernst Seyfert: Landwirtschaftliches Adreßbuch der Rittergüter, Güter und Höfe der Provinz Brandenburg. 1914. Verzeichnis sämtlicher Rittergüter, Güter und Höfe von ca. 20 ha aufwärts, Handbuch der Königlichen Behörden. Nach amtlichen Quellen und auf Grund direkter Angaben bearbeitet. in: Niekammer’s Landwirtschaftliche Güter-Adreßbücher, Band VII, 2. Auflage, Band Regierungsbezirk Potsdam. Kreis Zauch-Belzig, Reichenbach`sche Verlagsbuchhandlung, Leipzig 1914, S. 206 f.
11. ↑  Ernst Seyfert, Hans Wehner, Alexander Haußknecht, GF Hogrefe: Landwirtschaftliches Adreßbuch der Rittergüter, Güter und Höfe der Provinz Brandenburg. 1929. Verzeichnis sämtlicher Rittergüter, Güter und Höfe von ca. 20 ha aufwärts, Mit Unterstützung von Staats- und Kommunalbehörden, sowie des Brandenburgischen Landbundes zu Berlin, sowie der Kreislandbünde. Nach amtlichen Quellen und auf Grund direkter Angaben bearbeitet. in: Niekammer’s Landwirtschaftliche Güter-Adreßbücher, Band VII, 4. Auflage, Band Regierungsbezirk Potsdam. Kreis Zauch-Belzig, (Letzte Ausgabe-Paul Niekammer-Reihe), Verlag Niekammer’s Adreßbüchern GmbH, Leipzig 1929, S. 178.
12. ↑  Rietz im Geschichtlichen Ortsverzeichnis. Abgerufen am 1. Februar 2024., Hrsg. Verein für Computergenealogie (CompGen) e. V. Köln.
13. ↑  Historisches Gemeindeverzeichnis des Landes Brandenburg 1875 bis 2005. (PDF) Landkreis Potsdam-Mittelmark. Landesbetrieb für Datenverarbeitung und Statistik Land Brandenburg, Dezember 2006, abgerufen am 1. Februar 2024., Landkreis Potsdam-Mittelmark, in: Beitrag zur Statistik. Hrsg. Landesbetrieb für Datenverarbeitung und Statistik Land Brandenburg.